# إيران بين ثورتين
إيران بين ثورتين هو كتاب من تأليف إرفاند إبراهيميان [الإنجليزية] وهو أمريكي من أصل أرمني إيراني، نشرته مطبعة جامعة برينستون عام 1982 م.

## المُحتوى
أُلف الكتاب باللغة الإنجليزية بالاعتماد على علم الاجتماع السياسي، لتحليل الأحداث الاجتماعية والسياسية التي شهدها القرن الماضي في إيران. وتُرجم إلى اللغة الفارسية وأُعيد طبعه 30 مرة في إيران من ناشرين مختلفين.
يتناول المؤلف تاريخ إيران منذ الثورة الدستورية عام 1905 [الإنجليزية] وحتى الثورة الإسلامية عام 1979، وقد قسّم الكتاب إلى ثلاثة أجزاء رئيسة: الخلفية التاريخية، والسياسات المعادية للمجتمع، وإيران المعاصرة. الهدف الرئيس لهذا الكتاب هو تحليل الأسس الاجتماعية للسياسة الإيرانية، ويقوم إبراهيميان بذلك من خلال دراسة الصراعات الطبقية والعِرقية على مدى المائة عام الماضية وفي العلاقة بين التطورات الاجتماعية والاقتصادية والتنمية السياسية في إيران. وبحسب الكتاب، فإن ظهور طبقات اجتماعية جديدة، وخاصة الطبقة المتوسطة التقليدية والطبقة المثقفة، وظهور الأحزاب والجماعات السياسية والصراعات والخلافات بينها، قد عجل بلا شك بتشكيل إيران المعاصرة.

تلعب "الجماعات العرقية" و"الطبقات الاجتماعية" دورًا مؤثرًا في إيران المعاصرة. في الكتاب، يستخدم مصطلح "المجموعة العرقية" ليعني تجميع الناس على أساس اللغة أو الأصل القبلي أو الدين أو الانتماء الإقليمي المشترك، ويتكون مصطلح "الطبقة الاجتماعية" من أشخاص لديهم علاقات وسلوك متبادل ومشترك في بيئات متقدمة مع نفس الأوضاع الاقتصادية والاجتماعية والسياسية. يتناول إبراهيميان العلاقات الاقتصادية والتطور السياسي لإيران خلال المائة عام الماضية من خلال دراسة الجماعات العرقية والطبقات الاجتماعية والأحزاب والجماعات السياسية في ذلك الوقت، ويلقي الضوء على ظهور الحداثة والديمقراطية غير المكتملة وغير الناضجة في إيران. يمكن تقسيم كتاب " إيران بين ثورتين" إلى ثلاثة أجزاء:
1. دراسة السياقات التاريخية لتطور إيران (السياقات الاجتماعية للثورة الدستورية وفشلها في القضاء على الاستبداد)
2. دراسة القوى الاجتماعية والتطورات والأحداث الدولية في سقوط رضا شاه وتأسيس حكومة محمد رضا بهلوي (بهلوي الثاني).
3. دراسة البرامج الاجتماعية والاقتصادية غير المتجانسة وغير المتوازنة لمحمد رضا بهلوي، والسياقات التي أدّت إلى بروز الثورة الإسلامية عام 1979.

## الاستقبال
يرى مجموعة من النقاد أن المؤلف ذو اتجاهات فكرية يسارية. وهو من المستشرقين الذين هدفوا، ضمن إطار نظري ماركسي، إلى دراسة مسار التطورات الاجتماعية في إيران بين الثورتين الدستورية [الإنجليزية] والثورة الإسلامية، ويبدو أن المؤلف كان يقصد من خلال التركيز على العوامل الاقتصادية أن يبين أن الثورة الإيرانية لم تكن إسلامية متطرفة. يعتمد الكتاب على النهج الماركسي الجديد الذي اقترحه إي. بي. تومسون والذي يرى أن ظاهرة الطبقة لا ينبغي فهمها فقط من حيث علاقتها بأسلوب الإنتاج (كما يعتقد الماركسيون الطقسيون غالبًا)، بل على العكس من ذلك، من الضروري فحص الطبقة في سياق الزمن التاريخي واحتكاكها الاجتماعي مع الطبقات المعاصرة الأخرى.
ويرى المؤلف أنه خلال المائة عام الماضية لم تكن هناك أية صلة بين الحكومة والهياكل الاجتماعية في إيران. وبعبارة أخرى، لم تنشأ الحُكومة الدستورية [الإنجليزية] من المجتمع، وهذا ما أدى إلى تباعد الجماعات الحاكمة والقوى الحديثة، وانقطاع التواصل بين المجتمعات (الطبقة الوسطى التقليدية، وخاصة رجال الدين ورجال التسويق) والحكومة؛ لذلك لم يكن لهذا التطور غير المتجانس أي جاذبية للمجتمع الإيراني، وخاصة الطبقة الوسطى التقليدية، علاوة على ذلك، أدى إلى تشكيل الثورة الإسلامية في إيران. يوضح المؤلف أن كل هذه الأحداث (من الفترة الدستورية إلى الثورة الإسلامية) كانت بمثابة التطورات التالية التي كانت غير متناسبة تمامًا مع الظروف الاجتماعية والثقافية وبنية وجسم الشعب الإيراني. وفي المدن، ونتيجة لتصرفات الحكومة، تشكلت أربع طبقات، هي: أسرة بهلوي، والرأسماليون، والطبقة المتوسطة (أصحاب المتاجر والموظفين والمعلمين)، والطبقة العاملة، ولم تكن هناك خطة لتنظيمهم نحو أهداف التنمية والتقدم.

## طالع أيضًا
- تاريخ الثورة الدستورية الإيرانية
- التاريخ الشامل لإيران
- تاريخ كامبريدج لإيران
- الموسوعة الإيرانية
- الموسوعة الإسلامية
- فوكو في إيران
- ليس لضعاف القلوب
- الوفاق البراجماتي

## روابط خارجية
- إيران بين ثورتين على جوجل بوكس
- إيران بين ثورتين (دراسات برينستون حول الشرق الأدنى)
- إيران بين ثورتين على موقع JSTOR
- إيران بين ثورتين بقلم إرفاند أبراهاميان: جودريدز